# 7749 Jackschmitt
7749 Jackschmitt eller 1988 JP är en asteroid i huvudbältet som upptäcktes den 12 maj 1988 av det amerikanska astronom paret Eugene M. och Carolyn S. Shoemaker vid Palomar-observatoriet. Den är uppkallad efter den amerikanske astronauten Harrison Schmitt.
Asteroiden har en diameter på ungefär 7 kilometer.